# Fotodramma della Creazione

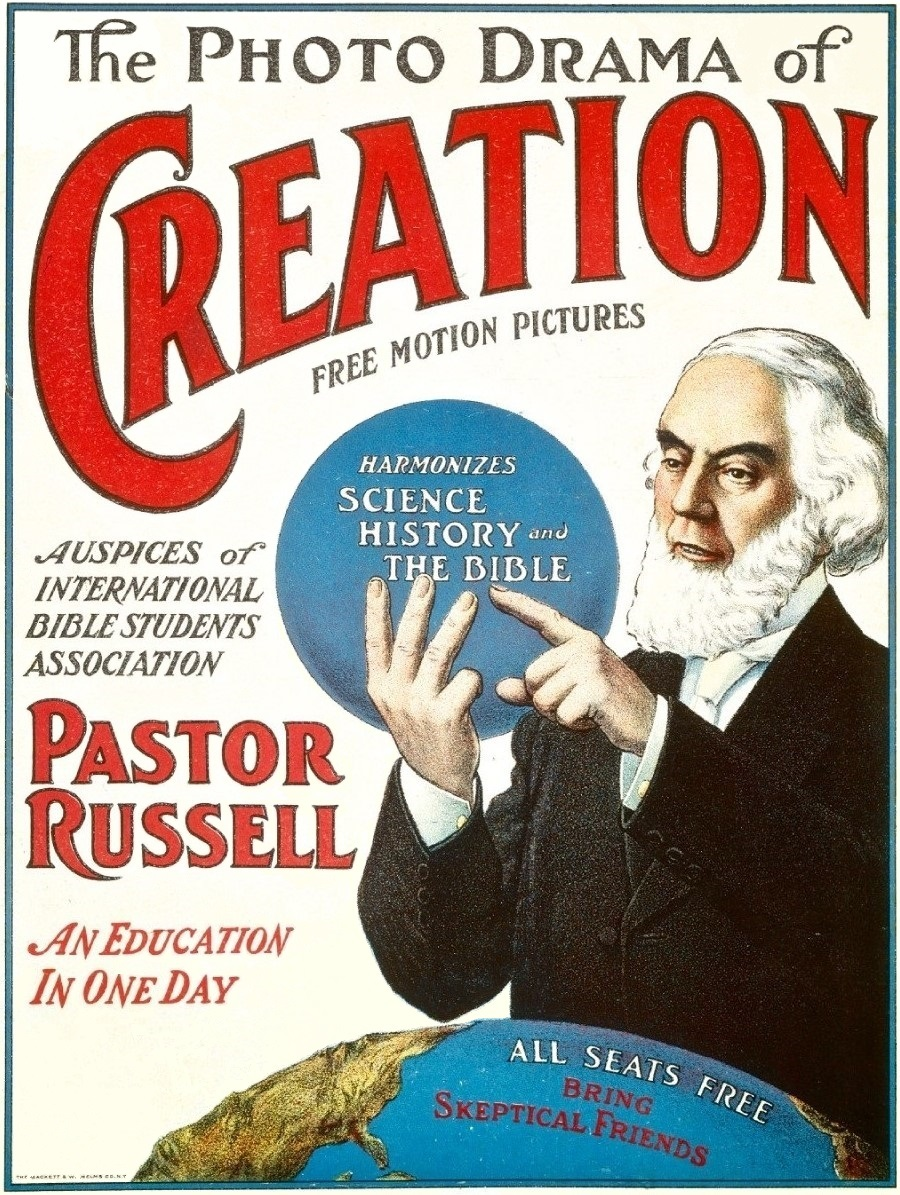
Il Fotodramma della Creatione ideato da Charles Taze Russell nel 1912-1914 usò filmati e audio sincronizzati anni prima che ciò fosse fatto dal primo film commerciale. All'epoca costò una fortuna, 300,000 dollari, che oggi sarebbero 7,063,000.

Il Fotodramma della Creazione è un insieme di diapositive e filmati, sincronizzati con registrazioni musicali e discorsi incisi su dischi prodotto dalla International Bible Student Association (un'associazione degli odierni Studenti Biblici o testimoni di Geova) con la supervisione di Charles Taze Russell.
Secondo le fonti dei testimoni di Geova per produrre il Fotodramma la Società biblica spese circa 300.000 dollari.
Il fondatore Charles Taze Russell si rese conto delle potenzialità del cinema per raggiungere un numero maggiore di persone. Perciò nel 1912 cominciò a preparare il Fotodramma della Creazione. Alla fine risultò essere un insieme di diapositive, filmati a colori e colonna sonora della durata di otto ore. Fu presentato nel 1914 al pubblico del Nord America, dell'Europa e dell'Australia, che poté assistervi gratuitamente
Il Fotodramma della Creazione consisteva di diapositive e pellicole cinematografiche sincronizzate con incisioni fonografiche di discorsi e musica. La scena iniziale presentava Russell che parlava e si poteva ascoltarne la voce, grazie a particolari tecniche fotografiche fu possibile rappresentare il dischiudersi di un fiore o la nascita di un pulcino, molti video erano colorati
Concepito per essere proiettato in quattro parti di due ore ciascuna, il Fotodramma trasportava gli spettatori dalla creazione attraverso la storia umana fino alla fine del Regno millenario di Cristo.
Per il Fotodramma della Creazione furono preparate registrazioni musicali e 96 discorsi incisi su dischi. Si fecero diapositive di quadri famosi che illustravano la storia del mondo. Fu anche necessario fare di sana pianta centinaia di dipinti e disegni. Alcune diapositive e filmati a colori vennero dipinti a mano con cura. E tutto questo fu fatto più volte, poiché col tempo vennero preparate 20 serie in quattro parti. Ciò permetteva di proiettare in un qualsiasi dato giorno una parte del Fotodramma in 80 città.
A otto mesi dalla prima del Fotodramma, fu ritenuto opportuno farne un'altra versione che fu chiamata Dramma Eureka che era lo stesso messaggio, a cui mancavano i filmati, semplificato per la diffusione in piccoli centri e nelle zone rurali.
Alla fine del 1914, secondo le stime dei testimoni di Geova, più di 9,000,000 di persone avevano assistito alla proiezione del Fotodramma nei paesi dove fu possibile .
Non fu mai concesso di proiettare il filmato in Italia in quanto il ministero dell'Italia fascista nel 1926 non rilasciò i necessari visti legati alla censura teatrale e cinematografica.

## Aneddoti

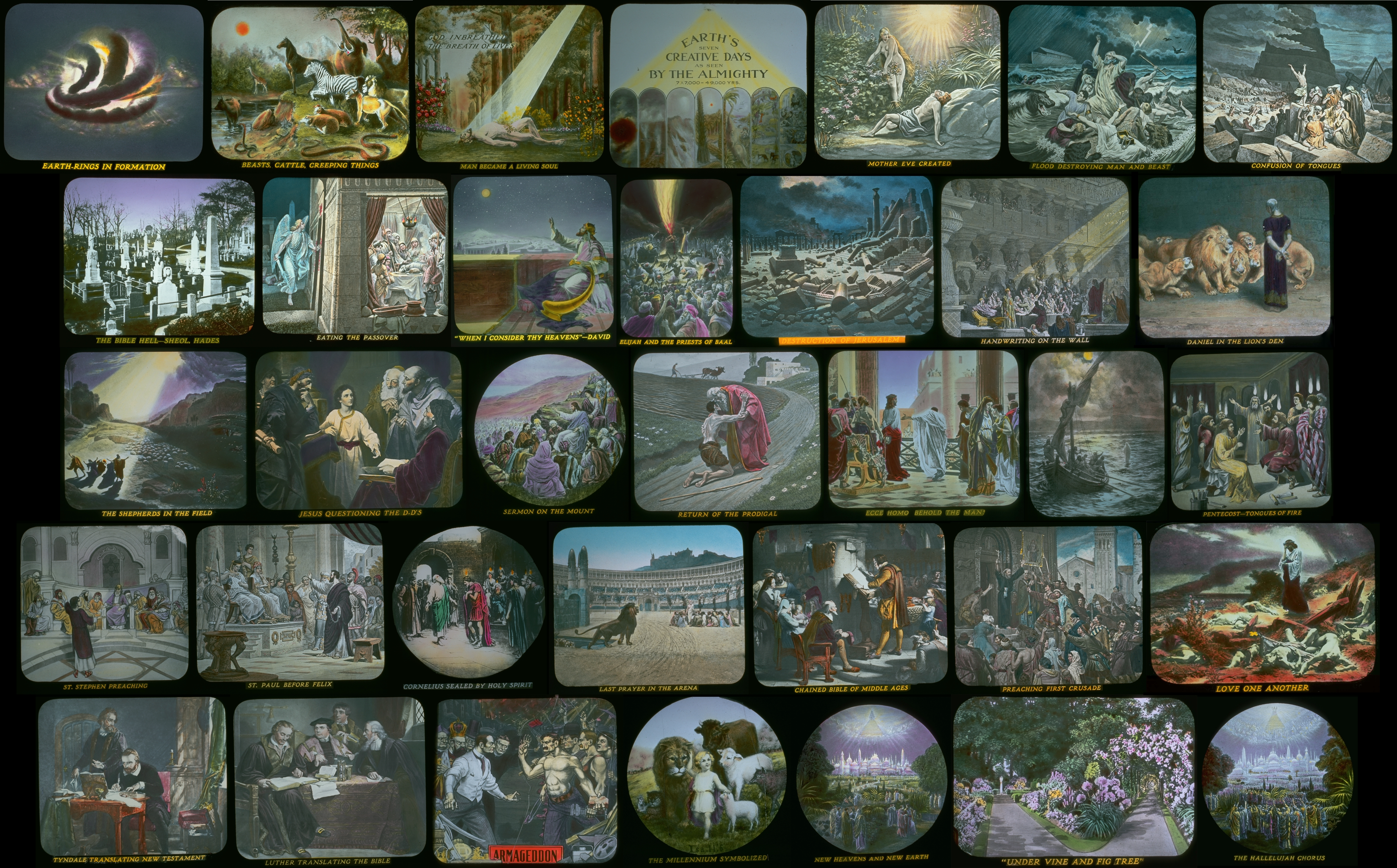
Diapositive del Fotodramma

- La creazione di Eva è posta all'inizio del settimo giorno, le successive pubblicazioni dei testimoni la posero invece subito dopo Adamo alla fine del sesto giorno.
- Il serpente tentatore di Eva viene raffigurato con le zampe.
- Tra le altre, il film comprendeva raffigurazioni dell'Antico Egitto, ed Adamo viene rappresentato come primo Faraone sepolto nella Sfinge. Questo era dovuto all'interpretazione, poi abbandonata dagli Studenti Biblici nel 1928, della scrittura di Isaia 19:19,20. Infatti Russell nel 1886 aveva pubblicato un libro intitolato Il Divin Piano delle Età, e conteneva una cartina che metteva in relazione le età del genere umano con la Grande Piramide d'Egitto.